# Levi Díaz
Levi Díaz (11 augustus 2008) is een Spaanse zanger die beroemd werd toen hij in 2021 seizoen 6 van The Voice Kids Spain won.

## Biografie
Díaz werd geboren op 11 augustus 2008 in Cornellà de Llobregat. Hij studeert momenteel muziek bij zangcoach Miguel Manzo, naast academische studies.

## Carrière

### Vroege jaren
In februari 2019 won Díaz de eerste editie van La Voz de Cornellà, in de jeugdcategorie en bovendien de publieksprijs voor meest charismatische deelnemer.

### The Voice Kids
In 2019 deed hij auditie met "We've Only Just Begun" van The Carpenters, maar werd uitgeschakeld in de aflevering. Twee jaar later keerde Díaz terug om te concurreren in het zesde seizoen en won. Hier zijn al zijn optredens.
| The Voice Kids Spain songkeuzes en resultaten | The Voice Kids Spain songkeuzes en resultaten | The Voice Kids Spain songkeuzes en resultaten | The Voice Kids Spain songkeuzes en resultaten |
| Episode                                       | Song                                          | Original Artist                               | Result                                        |
| Seizoen 5 (2019)                              | Seizoen 5 (2019)                              | Seizoen 5 (2019)                              | Seizoen 5 (2019)                              |
| --------------------------------------------- | --------------------------------------------- | --------------------------------------------- | --------------------------------------------- |
| Auditie                                       | "We've Only Just Begun"                       | The Carpenters                                | Geëlimineerd                                  |
| Seizoen 6 (2021)                              |                                               |                                               |                                               |
| Auditie                                       | "Warrior"                                     | Demi Lovato                                   | Door naar Battle Rounds                       |
| Battle Rounds                                 | "Diamonds"                                    | Rihanna                                       | Door naar Knockouts                           |
| The Knockouts                                 | "Warrior"                                     | Demi Lovato                                   | Door naar liveshows                           |
| Halve finale                                  | "Alive"                                       | Sia                                           | Gered door coach                              |
| Seizoensfinale                                | "Never Enough"                                | Loren Allred                                  | Winnaar                                       |
| Seizoensfinale                                | "Ojalá" (met Beret)                           | Beret                                         | Winnaar                                       |
| Seizoensfinale                                | "Mama no" (met Pablo López)                   | Pablo López                                   | Winnaar                                       |

### Junior Eurovisiesongfestival
Díaz werd gekozen als Spaanse deelnemer aan het 19e jaarlijkse Junior Eurovisiesongfestival op 16 september 2021. Zijn lied "Reír", geschreven door David Roma, werd uitgebracht op 18 oktober met een lyrische video gefilmd in heel Madrid.
Bij de wedstrijd in Parijs plaatste "Reír" 15e in een veld van 19 nummers en ontving 77 punten, waarmee het de laagste plaats is die Spanje tot nu toe heeft behaald. Ondanks de lage klassering waren de positieve reacties overweldigend. Kort na de wedstrijd zei Eva Mora, hoofd van de delegatie van RTVE, dat ze trots was op Levi omdat hij Spanje vertegenwoordigde.
Díaz zong later "Reír" op RTVE's televisieconcert ¡Feliz 2022! en opnieuw met een volledig orkest tijdens Gala de Reyes.

## Discografie

### Singles
- "Reír" (2021)